# Mario Faccioli
Mario Faccioli (Torino, 18 febbraio 1885 – Torino, 25 marzo 1915) è stato un pioniere dell'aviazione italiano.
Viene riconosciuto come il primo pilota italiano che compì un volo su un aeroplano progettato e costruito interamente in Italia dal padre, l'ingegnere Aristide Faccioli. Il volo, che si svolse sui prati di Venaria Reale il 13 gennaio 1909, fu di alcune centinaia di metri e si concluse con un brutto atterraggio da cui Faccioli uscì ferito ma vivo.
Nel 15 ottobre 1910 ottenne il brevetto di pilota numero 21 in Italia su un aereo progettato, sempre dal padre, un biplano denominato "Faccioli n° 4 ". Fu il primo brevetto conseguito su un aereo completamente italiano per progettazione e fabbricazione.
Morì in un incidente di volo nel marzo 1915.